# Henry W. Collier
Henry Watkins Collier, né le 17 janvier 1801 dans le comté de Lunenburg (Virginie) et mort le 28 août 1855 à Bailey's Springs (Alabama), est un homme politique démocrate américain. Il est gouverneur de l'Alabama entre 1849 et 1853.